# A martfűi rém
A martfűi rém 2016-ban bemutatott színes magyar pszicho-thriller, Sopsits Árpád alkotása. A film, melynek alapötletét egy 1957-ben, majd az 1960-as évek elején az akkor még község Martfűn és környékén kéjvágyból elkövetett gyilkosságsorozat adta. Felkavaró képekben idézi fel az eseményeket, s a bűntett háttérben feszülő politikai és emberi ellentéteket. Bár a cselekmény az eredeti történésektől eltér – emiatt a szereplők nevét is megváltoztatták; például a gyilkos Kovács Péter neve Bognár Pál lett –, a film lényege és magva valódi: egy rosszul működő, az igazság keresése helyett az erőszakos igazságszolgáltatásra kihegyezett rendszert bemutatva, kíméletlenül rántja le a leplet Magyarország bűnügyi történetének egyik legemlékezetesebb nyomozásáról.

## Cselekménye
1957-ben halálra ítéltek egy férfit a martfűi cipőgyár egyik fiatal munkásnőjének brutális meggyilkolásáért. A forradalom utáni politikai légkörben a megtorlás lázában égő rendőrség és ügyészség minden áron eredményt akartak produkálni, s bár hamar bebizonyosodott, hogy nem politikai ügyről van szó, a hatóságok (beleértve a bíróságokat is) ezt az ügyet is a bizonyítékok figyelembe vétele nélkül, erőből akarták megoldani. A rendőrségtől gyors eredményt vártak, és ők nem is okoztak csalódást: gyors beismerő vallomást csikartak ki, melyet gyors halálos ítélet követett, bár azt másodfokon életfogytiglanra változtatták. Az ítéletet akkor senki sem kérdőjelezte meg.
Hét évvel később azonban újra kezdődtek a gyilkosságok, amelyek mind a körülményeket illetően, mind módszereiben kísértetiesen hasonlítottak a korábbiakhoz. A „rém” hol kalapáccsal, hol fojtással végzett áldozataival, megcsonkította őket, és volt, akiket meg is erőszakolt. Egyre több lett az áldozat egy olyan országban, ahol a hivatalos politika szerint ez a bűncselekménytípus nem létezik, hiszen a nemi erőszaktevők, pszichopaták, sorozatgyilkosok, szadisták és egyéb deviánsok kizárólag az „imperializmus betegei” lehetnek; pedig az esetek közötti összefüggés csak azok számára nem egyértelmű, akik azt nem akarják észrevenni.
Bóta, a helyi megkeseredett, enyhén alkoholista nyomozó, aki évekkel korábban lezárta az ügyet, valamint a kirendelt, lelkiismeretes és eltökélt ifjú ügyész együtt próbálják kideríteni a szexuálisan aberrált gyilkos kilétét. Csakhogy a hivatalos politika ellenében nehéz megtalálni az összefüggéseket és újra felvenni a nyomozás fonalát; főként úgy, hogy kettejük között is ellentét feszül. A növekvő nyomás alatt az egyik önmaga ellen, a másik az igazságszolgáltatás egész rendszere ellen nyomoz, miközben rejtőzik az igazság és egyre több a halott. A nyomozás hosszú ideig tartott és csak nehezen sikerült kideríteni, hogy ki a valódi gyilkos. A tizenegy évet ártatlanul börtönben töltő, tönkre tett életű Réti semmiféle elégtételt nem kap, még csak elnézést sem kérnek tőle.

## Szereplők
| Szereplő                    | Színész           |
| --------------------------- | ----------------- |
| Bognár Pál                  | Hajduk Károly     |
| Bóta nyomozó                | Anger Zsolt       |
| Szigeti Nóra (Pál felesége) | Balsai Móni       |
| Szirmai Zoltán              | Bárnai Péter      |
| Réti Ákos                   | Jászberényi Gábor |
| Katona Gábor ügyész         | Trill Zsolt       |
| Sóskuti Ibolya              | Csépai Eszter     |
| Rita (Réti nővére)          | Szamosi Zsófia    |
| Patai Erzsébet              | Mészöly Anna      |
| bíró                        | Barbinek Péter    |
| Juhász                      | Réthelyi András   |
| Ági                         | Sztarenki Dóra    |
| Marika                      | Móga Piroska      |
| Rostás                      | Venczel Valentin  |
|                             | Kovács Olga       |
|                             | Dér Zsolt         |
| Vivike                      | Szőke Abigél      |
| Katona ügyész lánya         | Rea Izabella      |
| Katona ügyész lánya         | Rea Rebeka        |
| Máté (Pál fia)              | Varga Zétény      |
| orvos                       | Kaszás Gergő      |
| patológus                   | Molnár Csaba      |
| Bujdosó (Réti cellatársa)   | Törköly Levente   |

### Közreműködők
- rendező: Sopsits Árpád
- producer: Ferenczy Gábor, Tőzsér Attila, Takó Sándor[2]
- forgatókönyvíró: Sopsits Árpád
- operatőr: Szabó Gábor
- dramaturg: Szeredás András
- írói konzultáns: Cziglényi Boglárka, Benkő Orsolya
- zeneszerző: Moldvai Márk
- látványtervező: Dévényi Rita, Sopsits Árpád
- jelmeztervező: Szakács Györgyi
- gyártásvezető: Valkony Zsolt
- vágó: Kovács Zoltán

## Így készült a film
Sopsits Árpád, aki először az 1970-es években, főiskolásként hallott az esetről, hosszan érlelte a filmötletet. A rendszerváltás előtt egyáltalán nem kapott volna engedélyt megvalósítására. Az 1990-es években a hitelesség érdekében mintegy 3500-4000 oldal bírósági iratot olvasott át, fotókat készített a tetthelyekről, szemtanúkkal beszélt, s végül elkezdte keresni a forgatási helyszíneket. A 2000-es években filmsorozatot szeretett volna készíteni, de elutasították, mivel valóságábrázolását túlságosan erőszakosnak, brutálisnak találták. 2013-ban vette elő ismét a filmtervet, s két év forgatókönyv-fejlesztés után kezdhette meg a forgatást.
A thriller a Magyar Nemzeti Filmalap 531 321 902 Ft támogatásával készült, mely összeg teljesen fedezte a költségvetést, ezért nem kellett partnert keresni a produkcióhoz. A film a gyilkosságsorozat mind a hat esetét feldolgozta, három szál összefűzésével: a gyilkos, Kovács Péter (a filmben Bognár Pál) életét és sorsát, az ártatlanul bebörtönzött Kirják János (Réti Ákos) életét kiszabadulásáig, valamint a gyilkosságokat és a nyomozók munkáját az adott társadalmi-politikai miliőben.
A leforgatott anyagot fokozatosan húzták meg, 3 óra 10 perc helyett végül mintegy kétórás (118 perces) lett – ez a forgalmazás szempontjából volt fontos.
A fokozatosan megőrülő gyilkos egyre brutálisabb rémtetteit bemutató jelenetek miatt az alkotók 21-es korhatár-besorolást szerettek volna elérni, de ez jogilag nem volt lehetséges, így került a filmre a 18-as karika.
A filmet alapvetően öt helyszínen forgatták: Martfűn, Szolnokon (egyes rövidebb jeleneteket), Mezőtúron (a cipőgyári belső felvételeket),  Vácott (a börtön jeleneteket) és Pécelen (a tavas jeleneteket). A filmben az eredeti helyszínek és a hiteles dokumentáció mellett több igen különleges jelenet is látható, gázolás, sok éjszakai felvétel és víz alatti epizód is; ez utóbbit a hitelesség kedvéért igazi tóban és nem medencében forgatták.
A filmet nem digitális hordozókra, hanem filmre forgatták, emiatt több lámpára és fénymérőre is szükség volt.

## Fogadtatás
Ősbemutatója 2016. október 9-én volt a 32. Varsói Filmfesztiválon, Magyarországon egy hónappal később, 2016. november 10-én mutatták be, de a hazai ősbemutatóra egy héttel korábban 2016. november 3-án került sor Martfűn. Hazai vetítésének első hetében 13 976 néző vett rá jegyet; ezzel a 2016-ban bemutatott nagyjátékfilmek közül az első helyen végzett.
A több szálon futó, feszült, sokkoló és megrázó alkotás mind a szakma, mind a közönség részéről többnyire pozitív kritikákat kapott; kegyetlen, nyomasztó, torokszorító, de jó filmnek tartják. Majdnem minden kritika kiemeli a remek történetvezetést, valamint az operatőri munkát, a történeti hátteret adó ötvenes-hatvanas évek lehangoló Magyarországa hiteles képi világának megteremtését.
A filmet 2016 novemberében bemutatták a 38. Kairói Nemzetközi Filmfesztivál versenyen kívüli Nemzetközi Panoráma szekciójában.

## Sorozat
A filmből 2020-ban új főcímmel, s további 30-35 percnyi – a nagyjátékfilmből kimaradt – jelenettel megtoldva négyrészes minisorozat készült a Focus-Fox Stúdió, a FilmHungary és a Romis Film gyártásában. A sorozat író-rendezője Sopsits Árpád, producerei Ferenczy Gábor, Takó Sándor és Tőzsér Attila. A sorozat a Netflix platformján debütált 2020. augusztus 1-jén. A produkció 2021-ben elnyerte a legjobb tévésorozat díját a Magyar Mozgókép Fesztiválon.

## Díjak, jelölések
Magyar Filmkritikusok Díja (2017)
- díj: Szamosi Zsófia (legjobb női epizódalakítás)
- díj: Szabó Gábor (legjobb operatőr)

Magyar Filmdíj (2017)
- díj: legjobb játékfilm
- díj: Sopsits Árpád (legjobb rendező)
- díj: Szamosi Zsófia (legjobb női főszereplő)
- díj: Kovács Zoltán (legjobb vágó)
- díj: Szabó Gábor (legjobb operatőr)
- díj: Szakács Györgyi (legjobb jelmeztervező)
- díj: Dévényi Rita, Sopsits Árpád (legjobb látványtervező)
- díj: Moldvai Márk (legjobb zeneszerző)
- díj: Kriskó Ancsa (legjobb maszkmester – vezető sminkes)
- jelölés: Sopsits Árpád (legjobb forgatókönyvíró)
- jelölés: Balsai Móni (legjobb női főszereplő)
- jelölés: Hajduk Károly (legjobb férfi főszereplő)
- jelölés: Sztarenki Dóra (legjobb női mellékszereplő)
- jelölés: Trill Zsolt (legjobb férfi mellékszereplő)

32. Varsói Nemzetközi Filmfesztivál (2016)
- jelölés: Warsaw Grand Prix

11. Liège-i Krimifilmfesztivál (2017)
- díj: közönségdíj